# Usama ibn Zayds expedition
Usama ibn Zayds expedition (arabiska: سرية أسامة بن زيد) ägde rum 632 och var det sista militära fälttåg som beordrades av den islamiske profeten Muhammed. Den leddes av den 18-årige Usama ibn Zayd som var son till Zayd ibn Haritha och målet var att attackera städer i Palestina. Innan expedition hann utgå från Medina dog Muhammed. Hans nyblivne efterträdare, kalifen Abu Bakr, insåg att det var nödvändigt att fortsätta profetens krigiska linje för att säkra islams överlevnad och beordrade Usama att fullfölja sitt uppdrag.
Usama samlade en här om 3000 man av vilka 1000 var ryttare. Hans första mål var Ubna i Palestina och när armén närmade sig staden sände Usama ut spioner som rapporterade att invånarna var omedvetna om arméns anmarsch. Usama kunde därför göra ett överraskningsanfall och stadens invånare slaktades skoningslöst, staden förstördes och brändes och man tog så många fångar man kunde. Usama lyckdes även hämna sin fars död som skedde där i en expedition två år tidigare.